# Fußball in den Niederlanden
Fußball in den Niederlanden gilt als Nationalsport. Der Vorläufer des Fußball-Verbands KNVB wurde bereits im Jahr 1889 gegründet.
Die niederländische Fußballnationalmannschaft, kurz Nederlands elftal (nicht wie in Deutschland häufig zu lesen „Elftal“) oder „Oranje“ genannt, ist eine Nationalmannschaft im internationalen Fußball. Nationaltrainer ist seit dem 23. September 2020 Frank de Boer, der als Fußballer 112 Länderspiele absolvierte.
Die Niederlande haben seit 1976 neunmal an den Fußball-Europameisterschaften teilgenommen und gewannen 1988 den Titel. Bei der Fußball-Weltmeisterschaft waren sie seit 1934 zehnmal vertreten und wurden 1974, 1978 und 2010 jeweils Zweiter.
Der niederländische Fußballmeister wird seit der Saison 1956/57 in der Eredivisie im Ligamodus ausgespielt.

## Der Fußball-Verband und seine Geschichte

Logo des KNVB

Der bei der FIFA und UEFA angeschlossene Fußball-Verband heißt Koninklijke Nederlandse Voetbal Bond (deutsch: Königlicher Niederländischer Fußballbund, abgekürzt: KNVB). Er hat seinen Sitz in Zeist.
Als der Sportpionier Pim Mulier aus Haarlem, der auch Leichtathlet und Langstrecken-Eisläufer war, im Jahre 1889 den ersten Verband errichtete, war der noch ein kombinierter Fußball- und Leichtathletik-Verband. Sechs Jahre später löste sich der Fußball-Verband NVB daraus. Im Jahre 1929 wurde ihm das Prädikat Königlich verliehen.
Ähnlich wie in Deutschland zur gleichen Zeit begann auch der niederländische Fußball als Sportart der Gymnasiasten und Studenten. Die ersten Fußballklubs gingen aus Schulmannschaften hervor, wie z. B. HBS Den Haag, der Klub der Hogere Burger School oder VV Quick aus Haarlem. Andere Vereine entstammen ebenfalls dem studentischen Milieu, was – ebenfalls wie in Deutschland – an den lateinischen, griechischen oder englischen Vereinsnamen erkennbar ist (Ajax Amsterdam, Sparta Rotterdam, Concordia Rotterdam, Go Ahead Deventer). Erst später wurde Fußball ein Sport, den auch Arbeiter betrieben, z. B. Werftarbeiter (Feyenoord Rotterdam) oder Bergleute (Limburgia Brunssum, Roda Kerkrade).
In den 1950er Jahren ging das Spielniveau im Vergleich zu England, Italien und anderen Ländern, wo schon Profi-Fußballer aktiv waren, immer mehr zurück. Niederländische Stars wie bspw. der Stürmer Faas Wilkes spielten im Ausland. Nach vielen – auch ethischen – Diskussionen wurde der bezahlte Fußball 1954 eingeführt. Für ein relativ kleines Land wie die Niederlande bedeutete der Schritt zum Profifußball hohe finanzielle Anstrengungen der einzelnen Klubs. Einige Vereine spalteten sich oder gründeten sich neu, um am Profifußball teilzunehmen. Daher haben viele Vereine der beiden Profiligen als Gründungsjahr das Jahr 1954, während die Vorläuferklubs weiterhin im Amateurbereich existieren.
Ab 1970 erreichte der niederländische Fußball das im Allgemeinen ziemlich hohe Niveau, das er bis heute (mit einigen Höhen- und Tiefpunkten dazwischen) immer noch hat.
Hallenfußball oder „futsal“ wurde 1969, Frauenfußball 1971 eingeführt.

## Die Profi-Vereine

Logo der Eredivisie

Die höchste Spielklasse im niederländischen Fußball ist die 1956 gegründete Eredivisie (deutsch: Ehrendivision), in der 18 Mannschaften spielen. In der zweithöchsten Spielklasse, der Eerste Divisie (deutsch: 1. Division), spielen weitere 20 Mannschaften (bis 2013: 18 Mannschaften). Gespielt werden 34 bzw. 38 Spieltage. Der Meister der Eerste Divisie steigt automatisch auf, der Letzte der Eredivisie steigt automatisch ab. Die verbliebenen Aufstiegsplätze werden in mehreren Relegationsrunden ausgespielt, an denen acht weitere Mannschaften der Eerste Divisie sowie der 16. und 17. der Eredivisie teilnehmen. Die Topklasse ist seit der Saison 2010/11 die dritthöchste Fußballliga im niederländischen Ligasystem. Sie bildet die Verbindung zwischen den beiden Profiligen sowie der bis dahin höchsten Amateurliga, der Hoofdklasse.
Rekordmeister in der Eredivisie ist Ajax Amsterdam mit 36 Titelgewinnen (zuletzt in der Saison 2021/22).
In der Eredivisie sind in der Saison 2017/18 folgende 18 Mannschaften vertreten:
AZ Alkmaar, Heracles Almelo, Ajax Amsterdam, Vitesse Arnheim, NAC Breda, ADO Den Haag, PSV Eindhoven, Twente Enschede, FC Groningen, SC Heerenveen, Roda JC Kerkrade, Excelsior Rotterdam, Feyenoord Rotterdam, Sparta Rotterdam, VVV-Venlo, Willem II Tilburg, FC Utrecht und PEC Zwolle.
In der Eerste Divisie spielen 2017/18 folgende 20 Mannschaften:
Almere City FC, Jong AZ Alkmaar, Jong Ajax, FC Den Bosch, Go Ahead Eagles Deventer, BV De Graafschap, FC Dordrecht, FC Eindhoven, Jong PSV, FC Emmen, Helmond Sport, Telstar Ijmuiden, SC Cambuur, MVV Maastricht, NEC Nijmegen, FC Oss, Fortuna Sittard, Jong FC Utrecht, FC Volendam und RKC Waalwijk,.
Aus der Eersten Divisie konnte bis 2010 ein Verein nur absteigen, indem er sich, beispielsweise aus finanziellen Gründen, selbst in die Amateurligen zurückzog oder wenn der Verband KNVB den Verein dazu zwang. Der KNVB konnte dies anordnen, wenn der Verein kein ausgeglichenes Budget vorweisen konnte und er auch keine Sponsoren hatte, die das Defizit hätten decken können. Dies war beispielsweise in den letzten Jahren beim HFC Haarlem (2010), RBC Roosendaal (2011) sowie beim SC Veendam und AGOVV Apeldoorn (2013) der Fall. Reiche Amateurvereine aus den höchsten zwei Ligen konnten bei dem KNVB einen Antrag auf den Aufstieg in die Eerste Divisie stellen. Dieser wurde nur selten gewährt, nämlich bei den Vereinen AGOVV Apeldoorn (2002), dem FC Omniworld (heute Almere City FC) (2005) sowie Achilles '29 (2013). Seitdem stieg der Tabellenletzte ab, es sei denn, beide Finalisten der Topklasse verzichteten auf den Aufstieg. Nach Achilles '29 ist kein Verein mehr ins Profifußball aufgestiegen.
Zudem durften ab der Saison 2013/14 auch die drei Jugendmannschaften vom PSV Eindhoven (Jong PSV), Ajax Amsterdam (Jong Ajax) und FC Twente Enschede (Jong FC Twente) am Spielbetrieb der Eersten Divisie teilnehmen. Zur aktuellen Saison zogen die Enscheder ihr Team aus finanziellen Gründen aber wieder aus der Liga zurück. Zwischenzeitlich stiegen dafür auch die zweiten Mannschaften des AZ Alkmaar (Jong AZ Alkmaar) und des FC Utrecht (Jong FC Utrecht) in die Liga ein.
| 1 | Eredivisie     | 1 | 18 | 18 |
| 2 | Eerste Divisie | 1 | 20 | 20 |

Der niederländische Pokalwettbewerb wird seit 1899 ausgetragen. Rekordsieger ist Ajax Amsterdam.
Wie in anderen Ländern auch, haben viele Vereine Schwierigkeiten, gute Sponsoren zu finden und so gute Spieler anzuziehen oder zu behalten. In den Niederlanden werden daher verstärkt junge Talente aus Afrika, Asien und Südamerika herangeholt, weil diese sich mit einem niedrigeren Gehalt zufriedengeben. Diese Entwicklung erschwert es jedoch den jungen Spielern aus den Niederlanden selbst, den Durchbruch in den Spitzenfußball zu schaffen. Auffällig ist, dass viele junge Talente in den Niederlanden aus den niedrigeren Sozialschichten und aus „allochthonen“ (deutsch: ausländischen) Bevölkerungsgruppen stammen. Das trägt nicht wenig dazu bei, dass, vor allem, wenn diese Spieler die niederländische Staatsbürgerschaft bekommen und dann in der Nationalelf spielen, diese Bevölkerungsgruppen von den „Autochthonen“, den Einheimischen, besser akzeptiert werden. Ein gutes Beispiel dafür sind Ruud Gullit und Frank Rijkaard, die ursprünglich aus Suriname kommen.

## Die Amateure
Vor der Einführung des bezahlten Fußballs war der Meister der Amateure auch der Landesmeister. 1974 wurde die Hoofdklasse als höchste Amateurliga eingeführt. Infolge des historisch gewachsenen konfessionellen Partikularismus (Verzuiling) der Niederlande, sind die Meisterschaften in zwei Abteilungen aufgeteilt, der Samstags- und Sonntagsamateure (zaterdagamateurs / zondagamateurs). In der Samstagsgruppe spielen traditionell protestantisch und in der Sonntagsgruppe katholisch oder proletarisch geprägte Mannschaften. Von der Gründung 1974 bis zur Ablösung als höchste Amateurliga durch die Topklasse, spielten beide Abteilungen in je drei Staffeln landesweit ihren Sieger aus und diese ermittelten dann den niederländischen Amateur- bzw. Hoofdklassemeister.
2010 wurde die Hoofdklasse (wegen Einführung der Topklasse) zur zweiten Amateurliga. Seit der Saison 2010/11 steigen die Sieger der jeweils drei regionalen Staffeln in die zwei Gruppen der Topklasse auf. Eine Meisterschaft wird aktuell weder auf Sektions- noch auf Klassenebene ausgespielt. Nach wie vor gibt es in den Niederlanden zwei Amateur-Meisterschaften: jene der Sonntag-Amateure, die A-Mannschaften spielen am Sonntagnachmittag, und jene der Samstag-Amateure, welche meist aus religiös geprägten, prinzipiellen Gründen nicht am Tage des Herrn spielen. Der Meister der Samstag-Amateure und Sonntag-Amateure ermittelten bis 2016 in zwei Spielen den nationalen Meister der Amateure.
2016 wurde die eingleisige Tweede Divisie wiedereingeführt, jetzt als höchste Amateurliga. Sie ersetzte die Topklasse als dritte Liga, welche zum vierten Niveau heruntergestuft und in Derde Divisie umbenannt wurde. Damit entfiel der Titel „Amateurmeister“. Die Hoofdklasse wurde zur fünften Liga und in jeweils zwei regionalen Staffeln (statt vorher drei) ausgetragen. Im Jahre 2022 wurde sie in Vierde Divisie umbenannt. Die Trennung zwischen Samstags- und Sonntagsabteilungen blieb in der Derde Divisie und Vierde Divisie bis 2023 bestehen.
Darunter werden die Klubs in sechs Distrikte unterteilt: Nord, Ost, West I, West II, Süd I und Süd II. Alles in allem sieht das Ligasystem der Amateure wie folgt aus (siehe Tabelle).
| Amateurfußball in den Niederlanden | Amateurfußball in den Niederlanden | Amateurfußball in den Niederlanden | Amateurfußball in den Niederlanden | Amateurfußball in den Niederlanden | Amateurfußball in den Niederlanden | Amateurfußball in den Niederlanden | Amateurfußball in den Niederlanden |
|                                    | Stufe                              | Meisterschaft                      | # Staffeln                         | # Staffeln                         | # Klubs per Staffel                | # Klubs insgesamt                  | # Klubs insgesamt                  |
| Samstag                            | Stufe                              | Meisterschaft                      | Sonntag                            | Samstag                            | # Klubs per Staffel                | Sonntag                            |                                    |
| ---------------------------------- | ---------------------------------- | ---------------------------------- | ---------------------------------- | ---------------------------------- | ---------------------------------- | ---------------------------------- | ---------------------------------- |
| Bundesweit                         | 3                                  | Tweede Divisie                     | 1                                  | 1                                  | 18                                 | 18                                 | 18                                 |
| Bundesweit                         | 4                                  | Derde Divisie                      | 1                                  | 1                                  | 18                                 | 18                                 | 18                                 |
| Bundesweit                         | 5                                  | Vierde Divisie                     | 2                                  | 2                                  | 16                                 | 32                                 | 32                                 |
| Distrikte                          | 6                                  | Eerste Klasse                      | 5                                  | 6                                  | 14                                 | 70                                 | 84                                 |
| Distrikte                          | 7                                  | Tweede Klasse                      | 10                                 | 12                                 | 14                                 | 140                                | 168                                |
| Distrikte                          | 8                                  | Derde Klasse                       | 20                                 | 24                                 | 14–15                              | 280                                | 337                                |
| Distrikte                          | 9                                  | Vierde Klasse                      | 27                                 | 38                                 | 11–14                              | 360                                | 531                                |
| Distrikte                          | 10                                 | Vijfde Klasse                      | 5                                  | 32                                 | 10–14                              | 66                                 | 414                                |
| Distrikte                          |                                    |                                    | 70                                 | 115                                |                                    | 966                                | 1584                               |
| Amateurvereine insgesamt           | Amateurvereine insgesamt           | Amateurvereine insgesamt           | 188                                | 188                                |                                    | 2606                               | 2606                               |

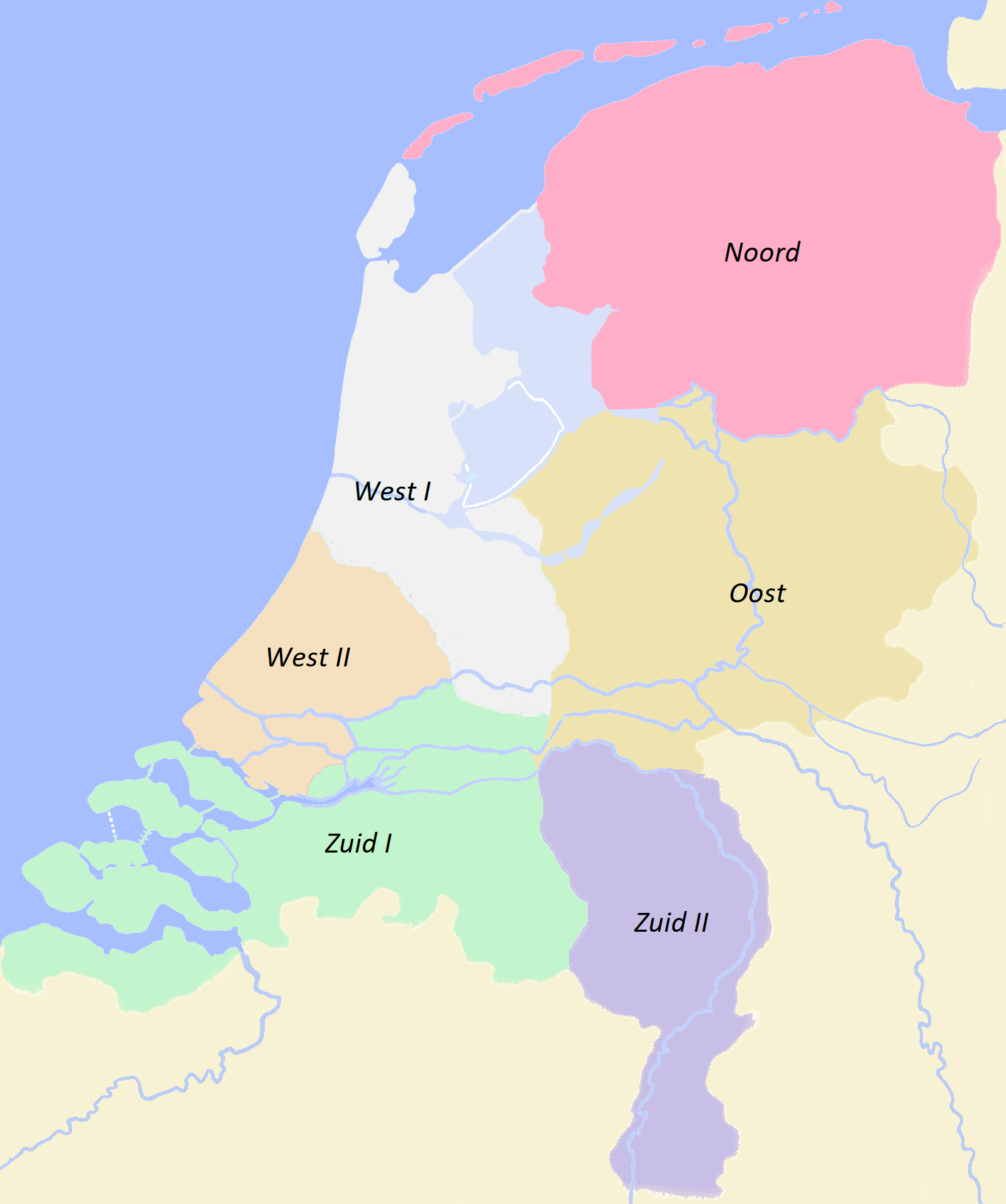
Distrikte des KNVB (Amateurvereine)

Ein Problem in den Niederlanden ist, dass Spiele bei den Amateuren vielfach abgesagt (niederländisch: „afgelast“) werden müssen, wegen des oft schlechten Wetters. Viele Amateurvereine mieten eine Spielanlage von den Lokalbehörden, die zu wenig Geld haben, die Plätze jedes Mal erneut mit neuem Gras zu versehen. Darum haben inzwischen viele Amateurmannschaften Kunstrasen legen lassen. Der KNVB erlaubt dies den A-Mannschaften (niederländisch: „eerste elftallen“), unter der Voraussetzung, der Kunstrasen habe vorher eine Tauglichkeitsprobe bestanden.

## Frauenfußball
Der Frauenfußball ist in den Niederlanden dem Amateure-Stadium noch nicht entwachsen. Einige Talente spielen in Deutschland und anderswo als Halbprofi (NL: semi-prof), das heißt, sie haben neben dem Fußball noch einen Teilzeit-Job. Das entspricht etwa der Lage des Männer-Fußballs in den Niederlanden um 1952. Die Frauen-Nationalmannschaft konnte sich 2009 erstmals für die Europameisterschaft qualifizieren und dort bis ins Halbfinale vorstoßen. Bei der Bewerbung als Ausrichter der EM 2013 unterlag man Schweden. Für eine Weltmeisterschaft konnte sich die Mannschaft erstmals 2015 qualifizieren. Bei der Heim-EM 2017 holten die Niederländerinnen den Titel.
Bei der WM 2019 erreichte die niederländische Frauennationalmannschaft hinter dem Team der USA den 2. Platz.
Höchste Spielklasse ist die Eredivisie mit sieben Mannschaften. Der SV Saestum erreichte 2006 als erste niederländische Mannschaft das Viertelfinale des UEFA Women’s Cup.